# Zyklopenmauerwerk

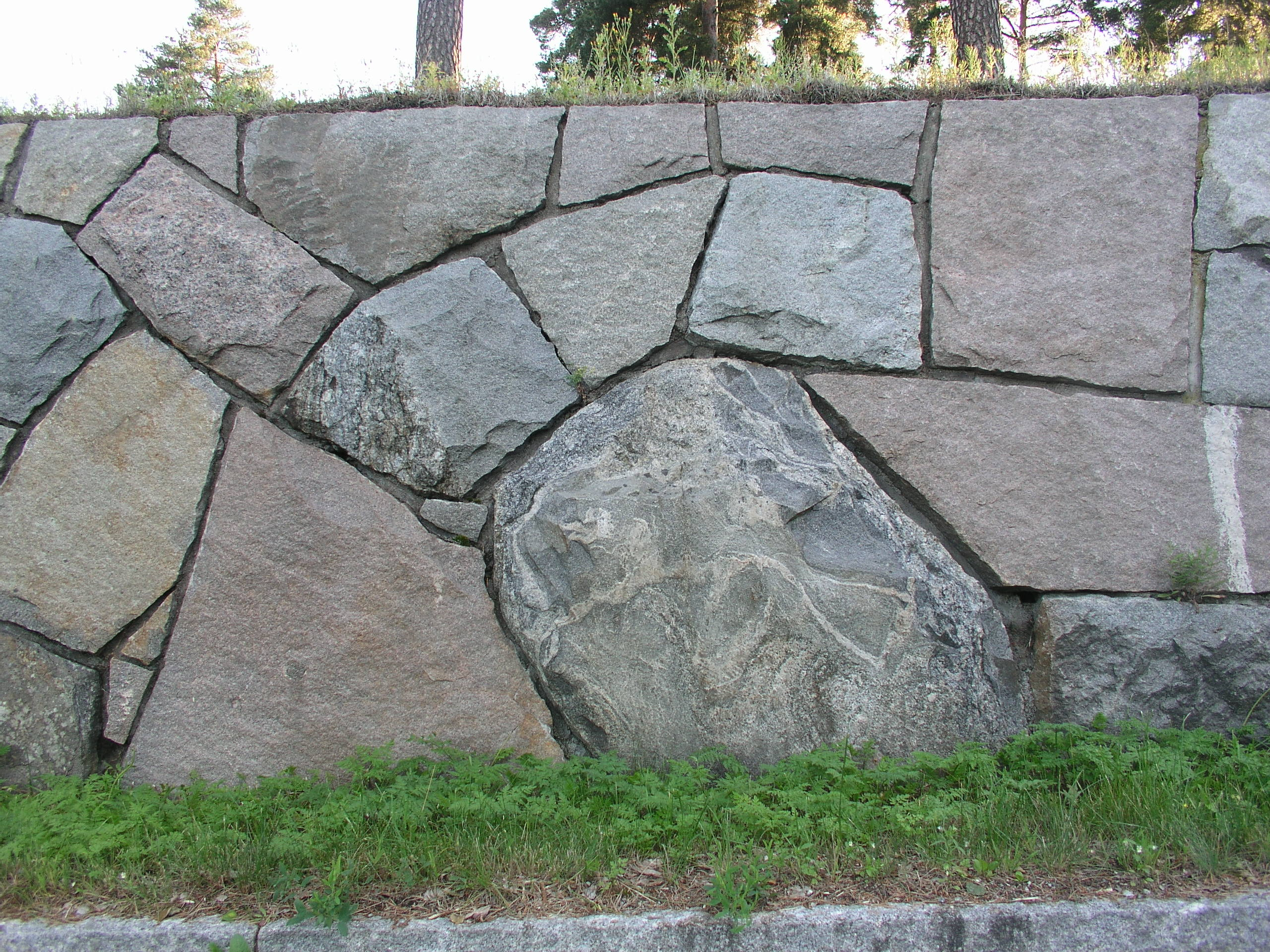
Zyklopenmauerwerk in Stockholm

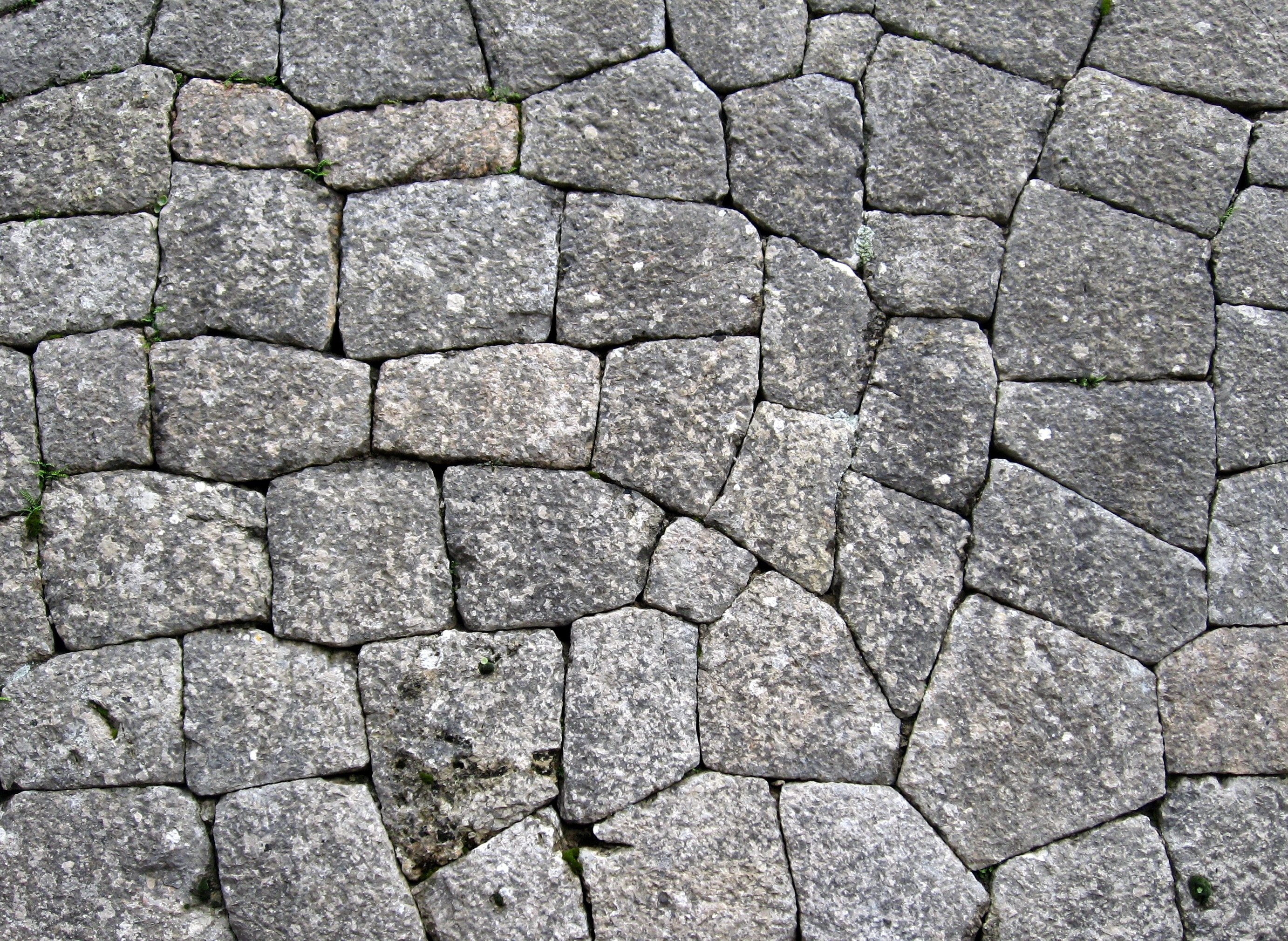
Zyklopenmauerwerk auf Mallorca

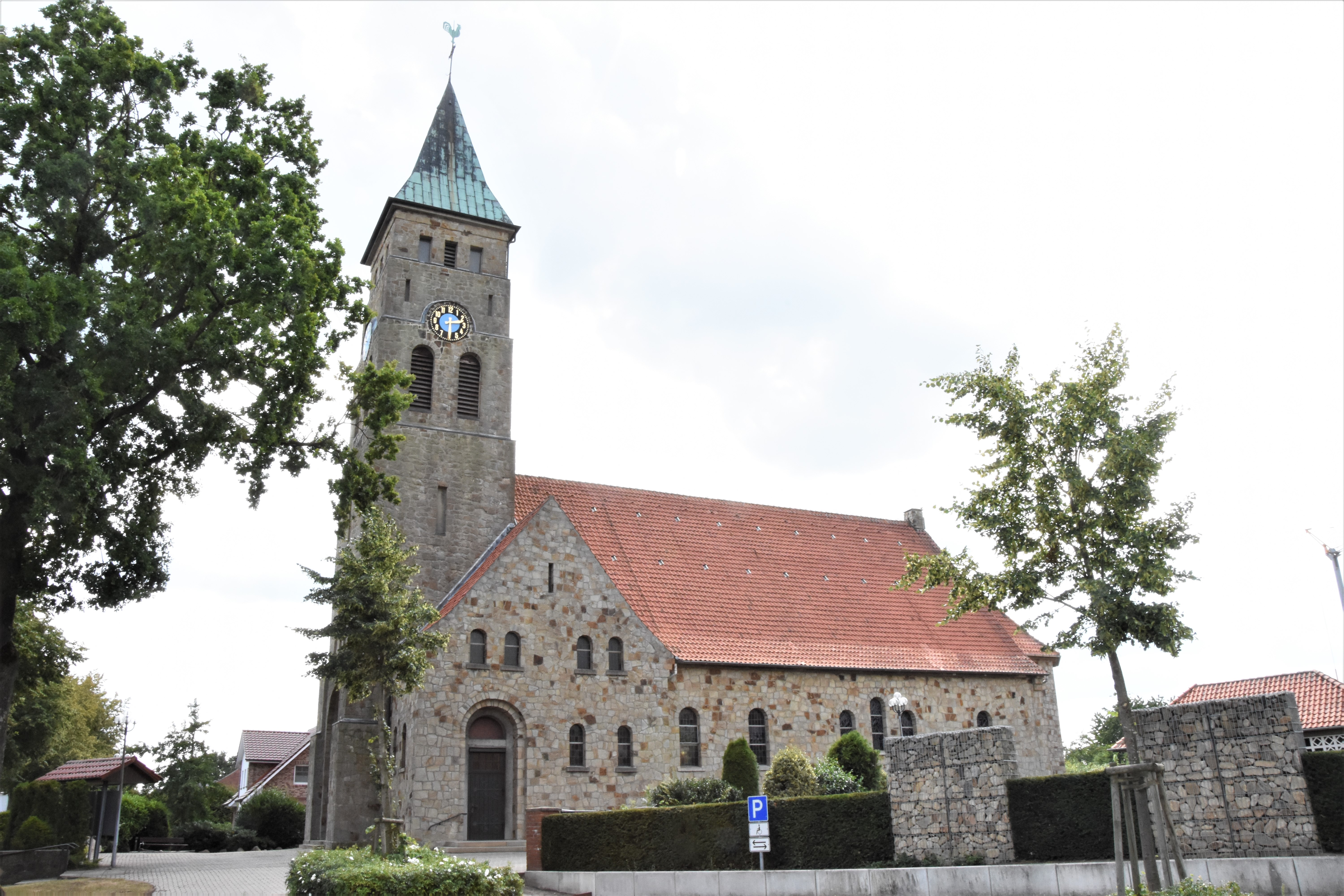
St. Maria Rosenkranz Fürstenau – Hollenstede

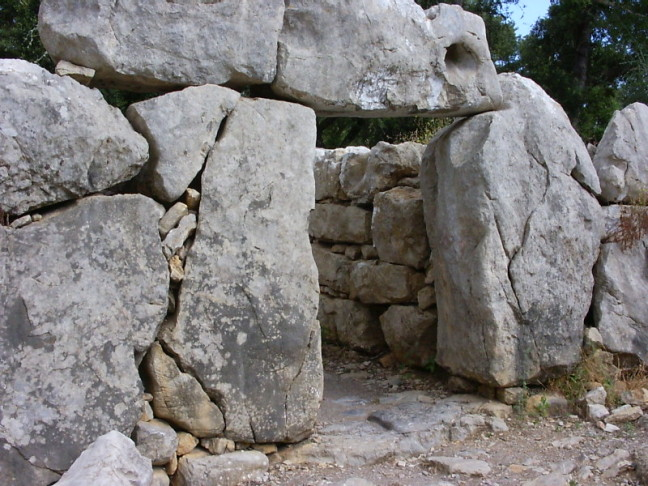
Zyklopen-Technik in der Mauer der Anlage Ses Païsses

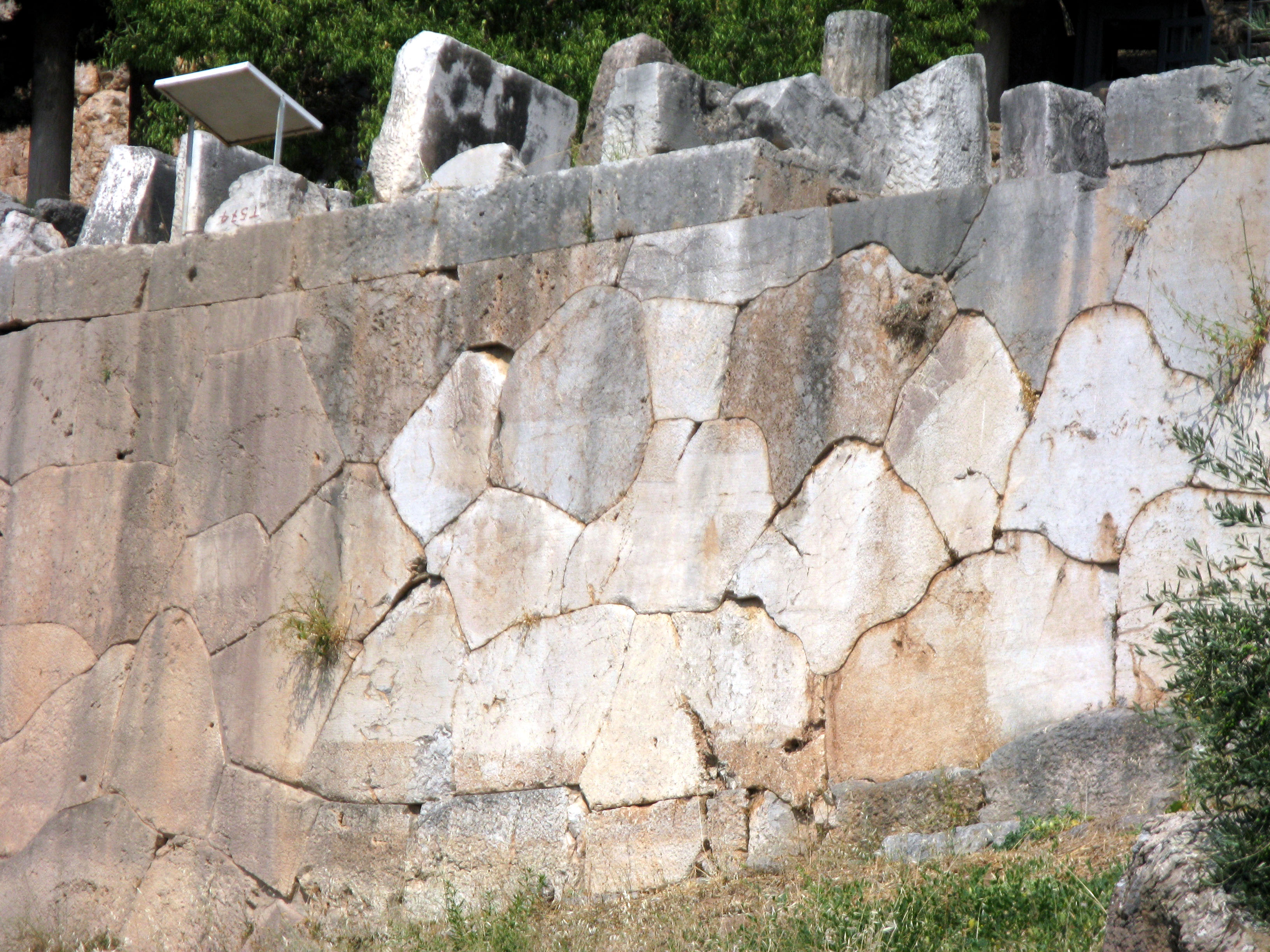
Lesbisches Mauerwerk: Stützmauer des Apollontempels in Delphi (6. Jahrhundert v. Chr.)

Das Zyklopenmauerwerk oder Polygonalmauerwerk ist eine Sonderform des Bruchsteinmauerwerks aus sehr großen, unregelmäßigen Steinen, die sorgfältig aufeinander geschichtet sind. Bei lagerhaftem Material und einem mehr oder weniger geometrischen Aussehen der Sichtseite der Mauer spricht man von Bruchsteinmauerwerk, bei einer unregelmäßig polygonalen Sichtfläche von einem Zyklopenmauerwerk. Das Fugenbild ist unregelmäßig und ohne waagerechte Fugen. Oft handelt es sich um eine in zweischaliger Bauweise gebaute Mauer mit einer Füllung aus Steinen und Lehm.
Eine Sonderform bildet das nach der Insel Lesbos benannte Lesbische Mauerwerk. Es besteht aus Steinen in kurvenpolygonaler Form, weshalb man auch vom Kurvenpolygonalmauerwerk spricht. Die Fugen sind bei dieser Technik wellenförmig. Es trat erstmals in Archaischer Zeit in Griechenland auf. In Italien wurde das Polygonalmauerwerk als „opus siliceum“ bezeichnet.

## Geschichte und heutige Bauweise
Die Zyklopen-Technik war seit der Jungsteinzeit im Mittelmeerraum und in West- und Nordeuropa (dort als Megalithbauweise) verbreitet. Neben den Ringmauern der mykenischen Kultur Griechenlands sind die Talayots der Balearen und die Nuraghen auf Sardinien charakteristische Zyklopen-Bauten.
In der späten Bronzezeit war diese Mauerwerkstechnik im östlichen Mittelmeerraum weit verbreitet, wobei meist sehr große Steine und kein Mörtel verwendet wurden. Insbesondere in Mykene ist Zyklopenmauerwerk zu finden. Der Name der Zyklopen-Technik wurde abgeleitet von den Zyklopen, den mythischen Erbauern der Stadtmauern in Tiryns und Mykene.
Zyklopische Mauern wurden auch von den Etruskern und anderen vorrömischen Völkern in Italien sowie im kleinasiatischen Hethiterreich und dessen Nachfolgestaaten bis ins 3. Jahrhundert v. Chr. verbaut. Auch die chinesische Mauer wurde in Teilen in dieser Bauweise errichtet und man findet diese Bauweise auf Malta, Korsika, in Peru (Inkas), in Ägypten oder auf der Osterinsel.
Beim heutigen Einsatz des Zyklopenmauerwerks werden nur unbearbeitete oder sehr wenig bearbeitete Bruchsteine verwendet. Außerdem handelt es sich bei den verwendeten Steinen oft um schwer zu bearbeitende Hartgesteine. Die Bruchsteine werden unter Verwendung von Mörtel in einem richtigen Verband aneinandergefügt, so dass möglichst enge Fugen und keine Hohlräume verbleiben. Eventuell entstehende Hohlräume werden mit kleinen Steinen und mit Mörtel ausgefüllt. Es entstehen keine regelmäßigen Schichten und die innere Festigkeit bzw. der Zusammenhalt des Mauerwerks sind gegenüber anderen Mauerwerkstechniken gemindert.
Heute erlangt die alte Trockenmauertechnik z. B. im Mauerbau der Winzer neue Bedeutung. Seit 1986 gibt es in Sóller auf Mallorca eine Schule für Trockenmauerbau, die Escola de magers de Mallorca. In zweieinhalb Jahren werden die Lehrlinge zum Handwerksberuf des magers ausgebildet.

## Polygonalmauerwerk
Eine Klassifizierung, die durch Giuseppe Lugli 1957 eingeführt wurde, teilt die Unterschiede in vier Kategorien ein, die er als I bis IV Maniera (Art) bezeichnete. Dabei betrifft die Kategorie I Maniera Blöcke, die wenig bearbeitet und nur grob zugehauen sind, bis zur Kategorie IV Maniera, in der die Blöcke laufend verbessert und immer detaillierter herausgearbeitet wurden.